# Pernilla Allwin
Malin Pernilla Allwin, née à Vällingby (Stockholm) le 4 septembre 1970, est une ancienne enfant actrice suédoise.

## Biographie
Pernilla Allwin a tenu le rôle-titre de Fanny dans le film d'Ingmar Bergman Fanny et Alexandre (1982), l'autre rôle-titre, celui d'Alexandre étant tenu par Bertil Guve. Allwin est aujourd'hui commerciale dans une entreprise de recherche.

## Filmographie

### Au cinéma
- 1982 : Fanny et Alexandre (Fanny och Alexander) d'Ingmar Bergman : Fanny Ekdahl - Ekdahlska huset

### À la télévision
- 1982 : Ett hjärta av guld de Lars Sjögren : Den äldre grannsystern (téléfilm)